# Might and Magic Tribute: Book of Ceth
Might and Magic Tribute: Book of Ceth (MMT) is een door fans ontwikkelde hulde aan de Might and Magic computerspellenserie van New World Computing, en alle mensen die aan de serie hebben meegewerkt. Het spel is momenteel nog in ontwikkeling.
Het spel is een zogenaamde “freeware open-source Computer Role Playing Game” dat zich afspeelt in het Might and Magic universum. Aangezien het een door fans gemaakt spel is, heeft het geen banden met de uitgever van de originele serie (3DO Company), de huidige eigenaar van het Might and Magic genre (Ubisoft) en met New World Computing.
De MMT engine waarop het spel draait, is geschreven in de programmeertaal C#. Het zal worden gecombineerd met Suva3D, een 3D engine die ook in C# is geschreven.